# 北比靈斯 (北達科他州)
北比靈斯（英語：North Billings）是位於美國北達科他州比靈斯縣的一個未組織地區。

## 地方資料
北比靈斯的面積為2095.31平方千米，當中陸地面積為2087.90平方千米，而水域面積為7.40平方千米。根據2010年美國人口普查的數據，當地共有人口467人，而人口密度為每平方千米0.22人。